# Hamborner REIT
Die Hamborner Reit AG ist eine börsennotierte Aktiengesellschaft, die ausschließlich im Immobiliensektor tätig und auf Gewerbeimmobilien spezialisiert ist.

## Geschichte
Die Gesellschaft wurde am 18. Juni 1953 als „Hamborner Bergbau Aktiengesellschaft“ mit Sitz in Duisburg-Hamborn gegründet. Satzungsmäßiger Gegenstand der Gesellschaft war: „Der Kohlenbergbau und die Weiterverarbeitung seiner Erzeugnisse einschließlich der Veredelung und Umwandlung der Kohle und der Kohlenwertstoffe sowie der Vertrieb dieser Produkte; die Vornahme damit zusammenhängender Geschäfte aller Art.“
Seit 1954 ist die Gesellschaft börsennotiert.
Im Jahr 1969 brachte die Gesellschaft ihre Bergbauaktivitäten in die damalige Ruhrkohle AG ein wurde ab 1970 als Vermögensverwaltungs- und Immobiliengesellschaft fortgeführt (Vorstandsvorsitzender war von da an Herbert Wegmann) und fungierte in der Folgezeit als Vermögensverwalter für die Familie Thyssen, die damalige Hauptaktionärin.
Im Jahr 1991 wurde die Gesellschaft in „Hamborner Aktiengesellschaft“ umfirmiert.
Ab dem Jahr 2007 betrieb die Gesellschaft ihre Ausrichtung auf eine REIT-Aktiengesellschaft und trennte sich von allen Aktivitäten, die mit dem REIT-Status nicht kompatibel und mit ihrer REIT-Strategie unvereinbar waren. Es folgten unter anderem die Veräußerung von Wertpapierbeständen, eines aus Wohnimmobilien bestehenden kleineren Portfolios sowie von nicht REIT-konformen Geschäftsanteilen. Fortan fokussierte sich die Gesellschaft ausschließlich auf die Verwaltung ihres Immobilienbestandes.
Die Hauptversammlung der Gesellschaft beschloss am 9. Juni 2009 sämtliche für die Umwandlung in eine REIT-Aktiengesellschaft erforderlichen Satzungsänderungen mit der Maßgabe, die Voraussetzungen für die Umwandlung in einen REIT im Jahr 2010 zu schaffen. Am 8. Juni 2009 wurden die Aktien der HAMBORNER im Prime Standard zugelassen.
Die neue Firmierung der Gesellschaft „Hamborner Reit AG“ ist seit dem 18. Februar 2010 im Handelsregister eingetragen. Die Gesellschaft hat den „REIT-Status“ erlangt, der rückwirkend zum 1. Januar 2010 gilt und profitiert als Real-Estate-Investment-Trust seitdem auf Gesellschaftsebene von der Befreiung von Körperschaft- und Gewerbesteuer.
Zum 31. Dezember 2016 lag der Wert des Immobilienportfolios der Hamborner Reit AG erstmals bei über 1 Mrd. Euro.
Zum Ende des 1. Halbjahres 2020 wird die adjustierte Unternehmensstrategie bekanntgegeben, welche die Basis für die Fortführung des wertschaffenden Wachstums der Gesellschaft bildet.

## Aktuelles Portfolio
Das Unternehmen verfügte zum 31. Dezember 2023 über ein bundesweites Immobilienportfolio, bestehend aus 39 Einzelhandelsobjekten mit einem Verkehrswert in Höhe von 832,8 Mio. Euro und 28 Bürogebäuden mit einem Verkehrswert in Höhe von 632,6 Mio. Euro.
Objekte mit einem Gesamtwert von über 1,471 Mrd. Euro. Den Schwerpunkt des Immobilienportfolios bilden Büroobjekte an etablierten Standorten sowie Nahversorgungsimmobilien wie großflächige Einzelhandelsobjekte, Fachmarktzentren und Baumärkte in zentralen Innenstadtlagen, Stadtteilzentren oder stark frequentierten Stadtrandlagen deutscher Groß- und Mittelstädte.

## Börsenlistung und Aktionärsstruktur
Die Aktie des Unternehmens ist im SDAX gelistet und wird an den Börsenplätzen in Frankfurt und Düsseldorf gehandelt.
Am 22. Februar 2010 wurden die Aktien der Gesellschaft in das REITs-Segment der Deutschen Börse AG aufgenommen.
Größter Aktionär ist die RAG-Stiftung, die rd. 12 % der Anteile hält. Jeweils rund 5 % gehören Belfius Insurance und BlackRock.

## Aufnahme in den FTSE EPRA/NAREIT INDEX
Die Aktien der Hamborner Reit AG wurden per 19. März 2012 in den FTSE EPRA/NAREIT Developed Europe Index aufgenommen. Die European Public Real Estate Association (EPRA) ist eine Organisation mit Sitz in Brüssel, welche die Interessen der börsennotierten europäischen Immobiliengesellschaften in der Öffentlichkeit vertritt und die Entwicklung und Marktpräsenz der Immobilienaktiengesellschaften unterstützt. Im zugehörigen Index FTSE EPRA/NAREIT Developed Europe sind die bedeutendsten Immobilienunternehmen in Europa vertreten.